# Javier Sánchez (calciatore)
Javier Sánchez de Felipe (Getafe, 14 marzo 1997) è un calciatore spagnolo, difensore del Real Valladolid.

## Caratteristiche tecniche
È un difensore centrale.

## Carriera
Cresciuto nel settore giovanile del Real Madrid, ha esordito in prima squadra il 31 ottobre 2018 disputando l'incontro di Coppa del Re vinto 4-0 contro il Melilla. Il 7 novembre seguente ha esordito nella Liga in occasione dell'incontro vinto 4-2 contro il Celta Vigo e quattro giorni dopo ha debuttato anche in Champions League.
Il 27 luglio 2019 è stato ceduto in prestito al Real Valladolid, trasferimento diventato definitivo il 16 giugno 2020.